# Adatátviteli objektum
A számítógép-programozásban az adatátviteli objektum (DTO - Data Transfer Object) egy objektum, ami folyamatok között közvetít adatokat. Motivációja az, hogy a webszolgáltatások által végzett adatközvetítés drága.  Mivel ez a költség nagyrészt a szerver-kliens kapcsolatból adódnak, érdemes a hívások számát csökkenteni adatátviteli objektumok beiktatásával. Ez összegyűjti több hívás adatait, és egyben küldi el a szervernek.
Az adatátviteli objektumok abban különböznek az adathozzáférési objektumoktól és az üzleti objektumoktól, hogy ezeknek nincs más viselkedése, csak egyes adatai kérdezhetők le és módosíthatók ezen kívül. Nem tartalmazhatnak tesztelendő üzleti logikát.
Ezt a mintát gyakran hibásan használják a távoli interfészeken kívül. Ezért a szerző hangsúlyozta, hogy az adatátviteli objektumok csak adatátvitelt végeznek, semmi mást. A Java fejlesztők gyakran összetévesztették őket az érték objektumokkal, de az érték objektumok nem adatátviteli objektumok.

## Fordítás
Ez a szócikk részben vagy egészben  a   Data transfer object című angol Wikipédia-szócikk fordításán alapul.  Az eredeti cikk szerkesztőit annak laptörténete sorolja fel. Ez a jelzés csupán a megfogalmazás eredetét és a szerzői jogokat jelzi, nem szolgál a cikkben szereplő információk forrásmegjelöléseként.